# 科斯島戰役
科斯島戰役（Battle of Cos），發生在公元前255年，是馬其頓王國與托勒密王國在愛琴海的一場海戰。
在爆發第二次敘利亞戰爭後，馬其頓國王安提柯二世與塞琉古國王安條克二世決議成為同盟，一同對付托勒密王國的托勒密二世。此時，托勒密埃及的海上勢力幾乎籠罩愛琴海各島嶼，擁有當時愛琴海的制海權，還擁有一支約300艘且主要由腓尼基人所組成的艦隊，同時也和海軍強國羅德島同盟。托勒密的艦隊先前在第一次敘利亞戰爭發揮很大的作用，在克里莫尼迪茲戰爭時，托勒密的艦隊還封鎖安提柯二世的沿岸。
為此，安提柯二世在科林斯重新建造一支艦隊。科林斯向來以建造大型戰艦著名，安提柯二世在那建造許多的大型戰艦，並在船隻設計上強化登艦作戰的能力，命名為「科林斯艦」。安提柯二世還與安條克二世成功說服羅德島轉變立場，一同對抗托勒密二世。然而托勒密的艦隊仍是相當強大，儘管於公元前259年，羅德島的艦隊曾在以弗所附近擊敗一支埃及海軍分隊。
因為大部份關於第二次敘利亞戰爭的資料均已遺失，對科斯島戰役發生的年代不是很確定。時間主要是從戰役當年曾舉辦地峽運動會所推得出來的。兩軍相遇在東愛琴海的科斯島附近，戰爭詳細不清楚，已知安提柯二世親自率領馬其頓艦隊，且埃及的艦隊幾乎是他的兩倍。儘管如此，在安提柯付出慘烈的代價後嬴得這場勝利。
戰後，安提柯在許多方法慶祝這場勝利，更在愛琴海的新領土建造紀念物。此戰使托勒密王朝喪失許多愛琴海島嶼，使第一次敘利亞戰爭所獲得的疆土幾乎喪失，削弱了托勒密的海上軍力。

## 參见
- 第二次敘利亞戰爭